# Quận Milwaukee, Wisconsin
Quận Milwaukee là một quận thuộc tiểu bang Wisconsin, Hoa Kỳ.
Quận này được đặt tên theo. Theo điều tra dân số của Cục điều tra dân số Hoa Kỳ năm 2000, quận có dân số 940.164 người. Ước tính dân số năm 2009 là 959.521 người. Quận lỵ đóng ở Milwaukee.6

## Địa lý
Theo Cục điều tra dân số Hoa Kỳ, quận có diện tích km2, trong đó có km2 là diện tích mặt nước.

### Các xa lộ chính
- Interstate 94
- Interstate 43
- Interstate 794
- Interstate 894
- U.S. Highway 18
- U.S. Highway 41
- U.S. Highway 45
- Highway 24 (Wisconsin)
- Highway 32 (Wisconsin)
- Highway 36 (Wisconsin)
- Highway 38 (Wisconsin)
- Highway 57 (Wisconsin)
- Highway 59 (Wisconsin)
- Highway 100 (Wisconsin)
- Highway 119 (Wisconsin)
- Highway 145 (Wisconsin)
- Highway 175 (Wisconsin)
- Highway 181 (Wisconsin)
- Highway 190 (Wisconsin)
- Highway 241 (Wisconsin)
- Highway 794 (Wisconsin)

### Quận giáp ranh
- Quận Ozaukee - bắc
- Quận Racine - nam
- Waukesha - tây
- Quận Washington - tây bắc
- Quận Muskegon, Michigan - đông (giáp qua biển)
- Quận Ottawa, Michigan - đông (giáp qua biển)

### Thông tin nhân khẩu

Tháp tuổi dân cư quận theo kết quả điều tra dân số năm 2000..

Theo điều tra dân số năm 2000, quận có dân số 940.164 người2. Ước tính dân số năm 2008 là 953.328 người. Theo điều tra dân số năm 2007 2 ước tính, đã có 951.026 người, 377.729 hộ gia đình, và 225.126 gia đình sống trong các quận. Mật độ dân số là 3.931 người trên một dặm vuông (1.503 / km ²). Có 400093 Đơn vị nhà ở, mật độ bình quân 1.656 một mile vuông (640/km ²). Cơ cấu chủng tộc của dân cư quận gồm 65,62% người da trắng, 24,59% da đen hay Mỹ gốc Phi, 0,72% người Mỹ bản xứ, 2,57% châu Á, Thái Bình Dương 0,04%, 4,25% từ các chủng tộc khác, và 2,21% từ hai hoặc nhiều chủng tộc. 8,77% dân số là người Hispanic hay Latino thuộc một chủng tộc nào. 25,0% là gốc Đức, gốc Ba Lan 10,9% và 5,3% gốc Ailen theo điều tra dân số năm 2000.
Có 377.729 hộ, trong đó 29,50% có trẻ em dưới 18 tuổi sống chung với họ, 39,00% là đôi vợ chồng sống với nhau, 16,30% có nữ hộ và không có chồng, và 40,40% là các gia đình không. 33,00% hộ gia đình đã được tạo ra từ các cá nhân và 10,70% có người sống một mình 65 tuổi hoặc lớn tuổi hơn là người. Cỡ hộ trung bình là 2,43 và cỡ gia đình trung bình là 3.13.
Trong quận, độ tuổi dân số đã được trải ra với 26,40% dưới độ tuổi 18, 10,50% 18-24, 30,30% 25-44, 20,00% từ 45 đến 64, và 12,90% từ 65 tuổi trở lên đã được những người. Độ tuổi trung bình là 34 năm. Đối với mỗi 100 nữ có 92,00 nam giới. Đối với mỗi 100 nữ 18 tuổi trở lên, đã có 88,10 nam giới.